# O Smolíčkovi
O Smolíčkovi je klasická lidová pohádka, známá především díky Boženě Němcové (1820–1862), autorce, která (mimo jinou její tvorbu) sbírala a sepisovala lidové pohádky. Pohádka O Smolíčkovi vyšla v její knize Národní báchorky a pověsti (7 svazků, 1845–1846).

## Typologické zařazení
Pohádka O Smolíčkovi je pohádkou lidovou, didaktickou . Ve stejné kategorii také najdeme pohádky O neposlušných kůzlátkách, O Budulínkovi a O Červené Karkulce.

## Děj
Smolíček byl malý kluk, který byl vychováván jelenem se zlatými parohy. Jelen odcházel každý den na pastvu a vždy Smolíčka poučil, aby zavřel dveře a nikoho dovnitř nepouštěl. Během nepřítomnosti jelena přišly k chaloupce jeskyňky a líbezně se ho snažily přemluvit, aby je pustil dovnitř. Smolíček je nejdříve nepustil, později však dveře otevřel a jeskyňky ho unesly, aby ho mohly sníst. Jelen však uslyší Smolíčkovo volání o pomoc, přiběhne a v poslední chvíli ho zachrání.

## Odvozená díla
Pohádka byla zpracována v mnoha divadelních adaptacích, a to jak v činoherní, tak i v loutkové podobě. 
Tato pohádka se dočkala i hudebního zpracování:
- V roce 1950 se jí inspiroval český skladatel Karel Hába a napsal podle libreta od Václava Čtvrtka rozhlasovou operu pro děti.
- 16. 12. 2019 měla premiéru na Nové scéně Národního divadla v Praze miniopera Smolíček v podání Dětské opery Praha Archivováno 3. 2. 2020 na Wayback Machine. (libreto Ladislava Smítková Janků, skladatel Miloš Guth).Miniopera Smolíček na Nové scéně Národního divadla v podání Dětské opery Praha (16.12.2019). V hlavních rolích Johana Elizabeth Smítková (Smolíček) a Michal Gregárek (jelen).

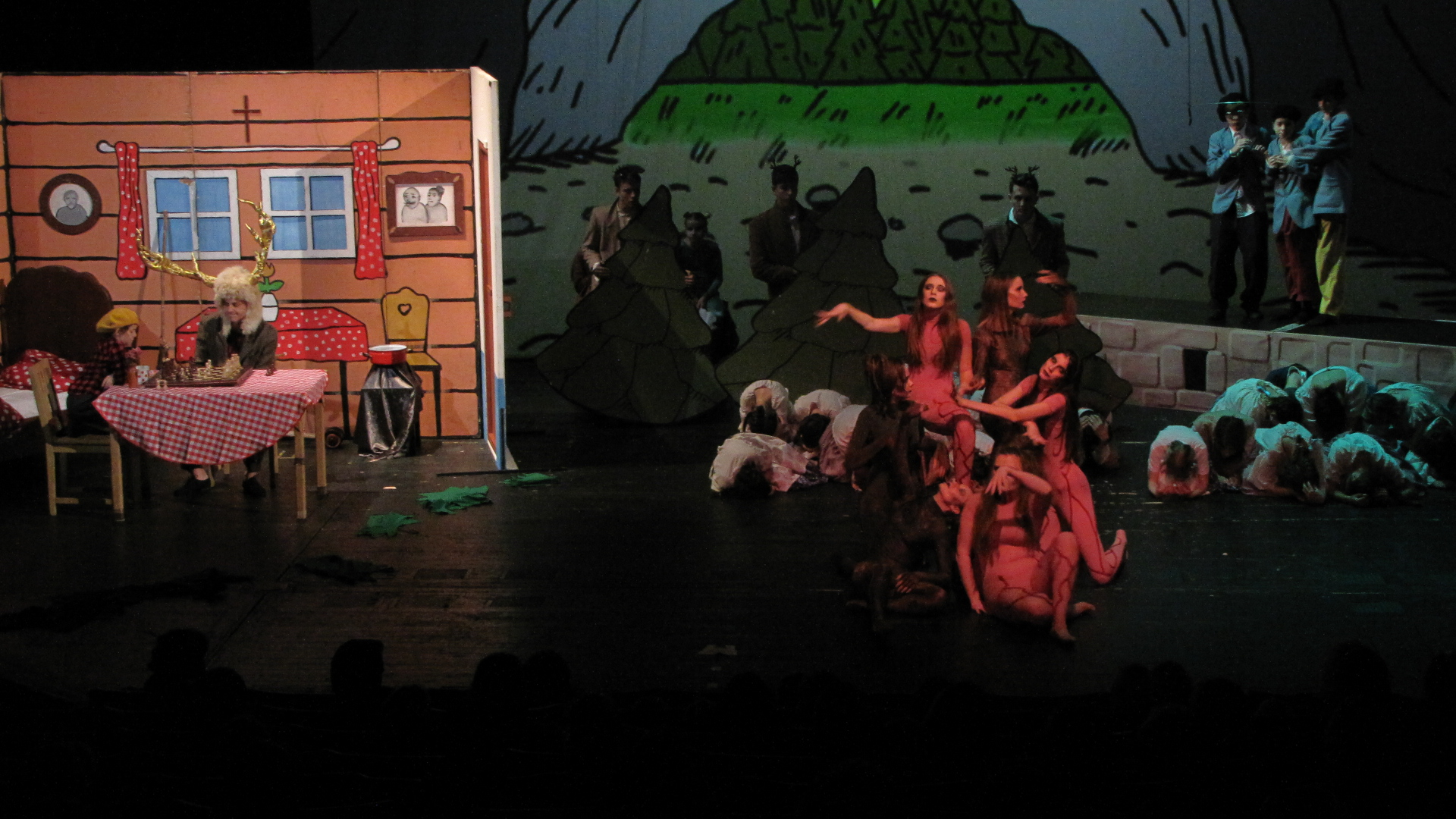
Miniopera Smolíček na Nové scéně Národního divadla v podání Dětské opery Praha (16.12.2019). V hlavních rolích Johana Elizabeth Smítková (Smolíček) a Michal Gregárek (jelen).